# Eduardo Geada

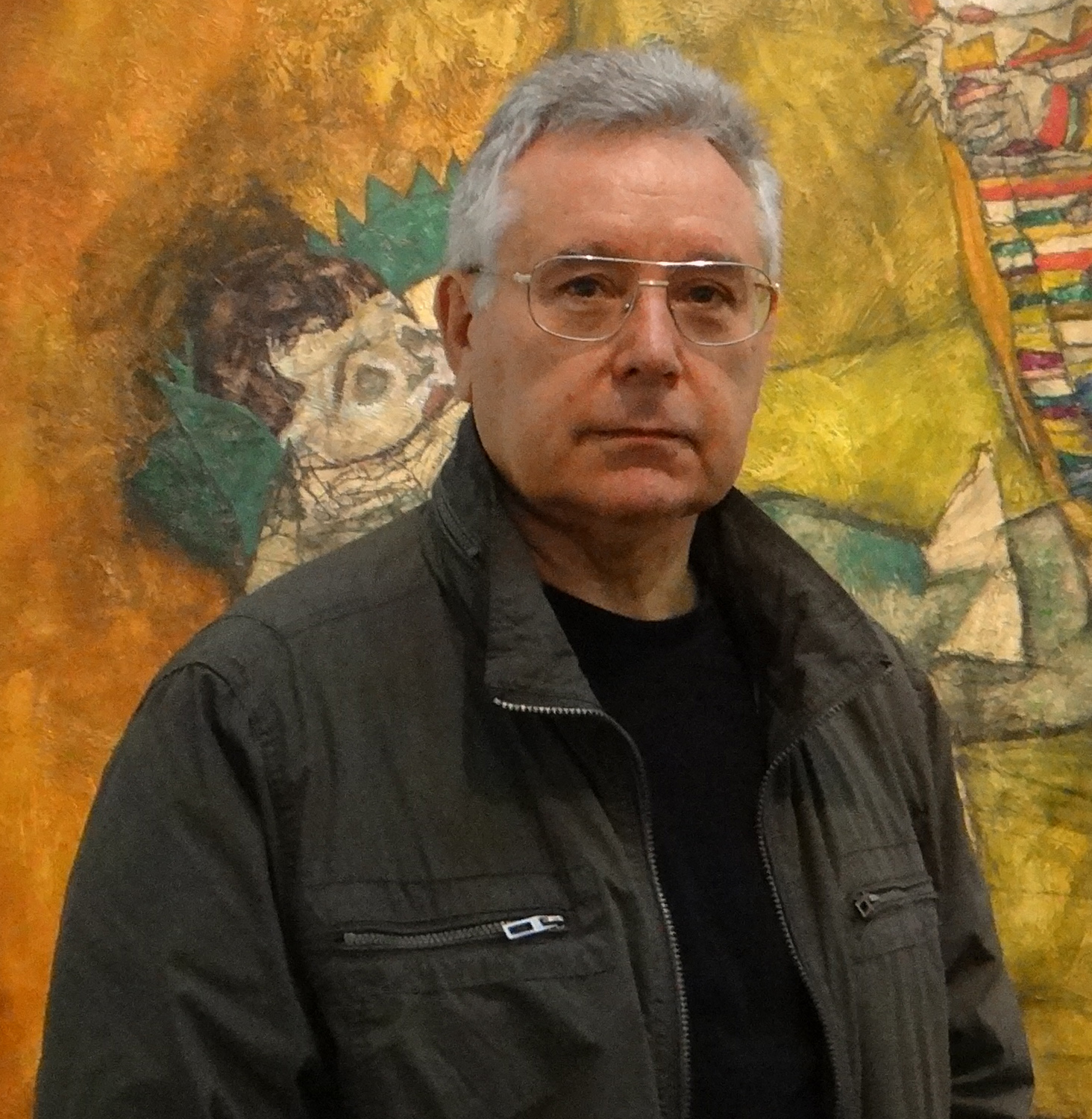
Eduardo Geada (2012)

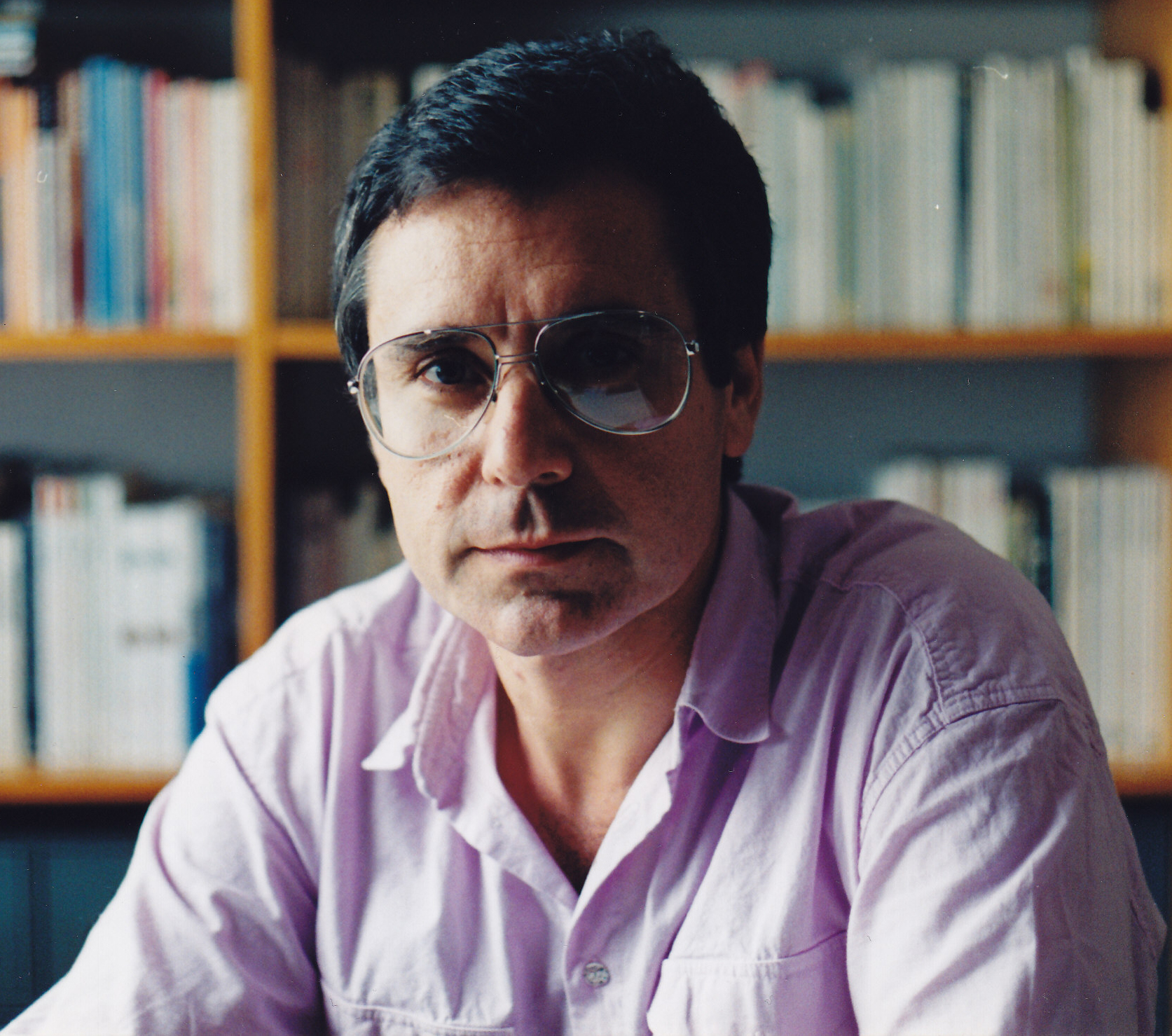
Eduardo Geada (2001)

Eduardo Geada (* 21. Mai 1945 in Lissabon) ist ein portugiesischer Filmkritiker und -regisseur.

## Werdegang
Eduardo Geada studierte an der Literaturwissenschaftlichen Fakultät der Universität Lissabon (Abschlussarbeit über „Deutsche Philosophie“). Als Student war er bereits in der Filmklub-Bewegung aktiv und war von 1968 bis 1974 Filmkritiker für verschiedene Zeitungen, unter anderem für A Capital und für República. Seinen ersten Film drehte er 1973 mit dem selbstfinanzierten Sofia e a Educação Sexual (Sofia und die sexuelle Erziehung), welcher einer der letzten zensierten Filme des Estado Novo-Regimes war. Der nach der Nelkenrevolution 1974 erschienene sozialkritische Film gefiel der Kritik und war auch kommerziell relativ erfolgreich.
Nach der Revolution drehte er, im Zeichen der turbulenten gesellschaftlichen Umbrüche, mit O Funeral do Patrão (Der Tod des Arbeitgebers, 1975, nach einem Stück von Dario Fo) und A Santa Aliança (Die heilige Allianz 1980, 1975–1977 gedreht) politische Filme, die die Beziehungen zwischen der Arbeiterklasse und den Kapitalisten betrachteten. In den folgenden Jahren drehte er vor allem Dokumentarfilme und Literaturverfilmungen (unter anderem Ein anarchistischer Bankier von Fernando Pessoa). Sein Schwerpunkt lag fortan auf seiner akademischen Arbeit.

## Rezeption
Die Bedeutung Geadas für den Portugiesischen Film liegt nicht so sehr in seinen eher für Cineasten interessanten Filmen, sondern besonders in seinem Beitrag zur filmischen Diskussion in Portugal. Seine Arbeit als Filmkritiker ab Ende der 60er Jahre war in der Filmlandschaft des Landes neuartig und brachte den Filmschaffenden wichtige Denkanstöße und Einschätzungen. Auch seine 1998 publizierte Doktorarbeit Os Mundos do Cinema: Modelos Dramáticos e Narrativos no Periodo Clássico („Die Welten des Kinos: Dramatische und Erzählerische Modelle der Klassischen Periode“) an der Universidade Nova de Lisboa erlangte für den Film in Portugal Bedeutung. Seine Filme hingegen waren in erster Linie Zeichen der filmischen Reflexionen und zeichneten sich durch unterschiedliche Qualität und Filmsprachen aus.

## Filmografie
- 1974: O Direito à Cidade
- 1974: Sofia e a Educação Sexual
- 1976: O Funeral do Patrão
- 1978: Temos Festa (Fernsehserie)
- 1980: Mariana Alcoforado
- 1980: A Santa Aliança
- 1981: O Banqueiro Anarquista
- 1982: Uma Viagem na Nossa Terra
- 1983: O Homem Que Não Sabe Escrever
- 1983: Impossível Evasão (Fernsehfilm)
- 1984: Ritual dos Pequenos Vampiros (Fernsehfilm)
- 1986: Saudades para Dona Genciana
- 1990: Retratos da Madeira (Fernsehserie)
- 1994: Passagem por Lisboa

## Bibliografie (Auswahl)
- 1998: Os Mundos do Cinema (Editorial Notícias) ISBN 978-972-46-0955-3
- 1987: O Cinema Espectáculo (Edições 70) ISBN 978-972-44-0111-9
- 1985: O Poder do Cinema (Livros Horizonte) ISBN 978-972-24-0653-6
- 1977: O imperialismo e o fascismo no cinema (Moraes Editores)